# Exfrun
Exfrun är en svensk dramakomedifilm som hade svensk premiär 17 februari 2017. Filmen är regisserad Katja Wik, som även skrivit manus. Den är producerad av Marie Kjellsson för Kjellsson & Wik AB.

## Handling
Filmen handlar om tre kvinnor som befinner sig i olika faser i livet. Klara (Ellen Olaison) är 20 år och nykär, och tillbringar helst av allt all sin tid med pojkvännen Jacob (Karl Linnertorp). Anna (Nina Zanjani) är 30 år och tvåbarnsmamma. Hon är gift med Jesper (Robin Keller), men det mesta kretsar kring barnen. Vera (Maria Sundbom) är 40 år och frånskild från sin man (Erik Sundfelt), men har svårt att lämna honom.

## Rollista (i urval)
| - Ellen Olaison – Klara - Karl Linnertorp – Jacob - Nina Zanjani – Anna - Robin Keller – Jesper - Maria Sundbom – Vera - Erik Sundfelt – Exmannen | - Esben Dalgaard Andersen – Preben - Eleazar Blomgren – Viggo - Iza Boëthius – Sanna - Louise Ryme – Petra - Hannah-Eloise Caulier – Signe - Jan Coster – Stellan |